# Thompson’s Lake State Park
Thompson’s Lake State Park ist ein State Park im Gebiet des Albany County, New York.

## Geographie
Der Statepark liegt im Gemeindegebiet von East Berne und umfasst 308 acre (1,25 km²) in zwei getrennten Arealen. Ein Areal erstreckt sich vom Nordwestufer des namensgebenden Thompson’s Lake nach Norden und das zweite Areal schließt sich direkt nördlich an den John Boyd Thacher State Park an der Kante des Helderberg Escarpment an, welches sich steil aus dem Hudson Valley erhebt. Zwischen den beiden Arealen befindet sich die Town of Knox. Das Parkgebiet liegt bis auf kleine Bereiche auf der Höhe des Helderberg Plateaus in Höhen zwischen 396 m und 426 m über dem Meer.
Am Nordende des Thompson’s Lake befindet sich auch das Emma Treadwell Thacher Nature Center, das erst 2001 eingerichtet wurde.

### Geologie
Das Helderberg Plateau besteht aus Sedimenten des Devon und ist eine der Fossil-reichsten Lagerstätten in den Vereinigten Staaten. Die Felsschichten sind nach Nordosten angehoben und bilden verschiedene Stufen, denen auch der Verlauf der Gewässer folgt. Im Umkreis liegen mehrere Seen und Sumpfgebiete. Nur wenige hundert Meter weiter westlich liegt ein weiterer kleiner See mit dem Schutzgebiet Canada Geese. Dieser See entwässert in den Thompson’s Lake und von da aus laufen die Abfluss-Bäche zur Kante des Helderberg Escarpment, wo sie in steilen Schluchten und Wasserfällen in die Ebene des Hudson Valley stürzen.

## Einrichtungen
Thompson’s Lake State Park hat einen Badestrand, einen Spielplatz und Sportfelder, Picknick-Plätze, sowie einen Nature Trail und bietet Möglichkeiten zum Angeln und Eisangeln, eine Bootsrampe, einen Campingplatz für Zelte und Wohnmobile, und Möglichkeiten zum Cross-country Skilaufen und Snowshoeing. Im Parkgebiet liegt auch die Knox District School No. 5, ein historisches Gebäude im National Register of Historic Places (Seit 2005).

### Emma Treadwell Thacher Nature Center
Im Nature Center ist ein geologisches Modell des Helderberg Escarpment zu sehen, sowie ein Schau-Bienenstock und es gibt Vogelbeobachtungsstationen und Erlebnisstationen zu Fossilien, Fellen und anderen Naturphänomenen. Wanderwege führen vom Nature Center zum See durch Waldland und Weiden. Das Zentrum bietet auch Programme für Schulklassen, Jugendgruppen und Vereine an.